# Ceranova
Ceranova (lombardul: Siranöva) település Olaszországban, Lombardia régióban, Pavia megyében. Lakosainak száma 2302 fő (2023. január 1.). Ceranova Bornasco, Lardirago, Marzano és Vidigulfo községekkel határos.

## Népesség
A település lakossága az elmúlt években az alábbi módon változott:
| Lakosok száma | 2192 | 2227 | 2302 |
|               | 2017 | 2018 | 2023 |